# Irena Bernášková

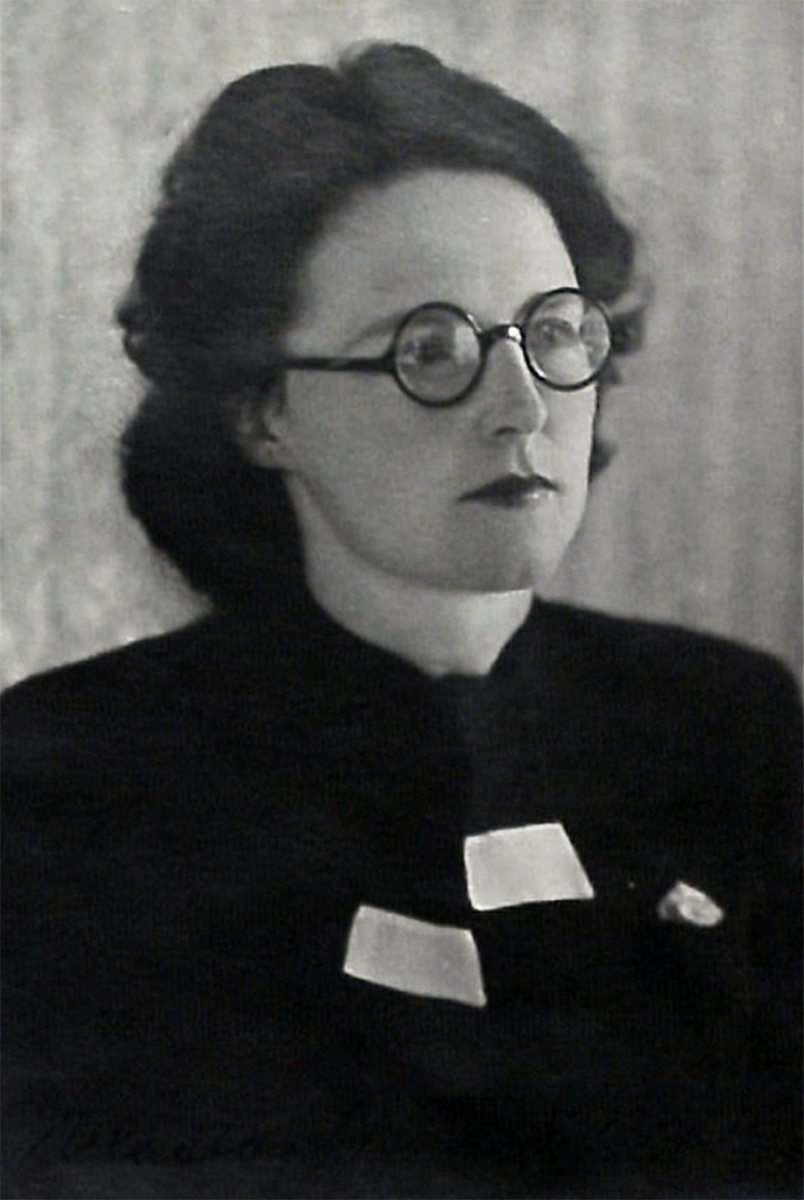
Irena Bernášková, vor 1941

Irena Bernášková (* 7. Februar 1904 in Prag; † 26. August 1942 in Berlin-Plötzensee), auch als Inka (Rufname) oder als Irena Preissigová-Bernášková beziehungsweise unter zahlreichen Decknamen bekannt, war eine tschechische Widerstandskämpferin im Protektorat Böhmen und Mähren. Für ihr Engagement in der illegalen Zeitschrift V boj („In den Kampf“) wurde sie zum Tode verurteilt und in der Justizvollzugsanstalt Berlin-Plötzensee hingerichtet.

## Leben
Irena Bernášková war die zweite Tochter des tschechischen Künstlers und späteren Widerstandskämpfers Vojtěch Preissig. Nachdem ihr Vater 1910 mit der Familie in die Vereinigten Staaten ausgewandert war, besuchte sie dort einige Jahre die Grundschule und machte dort mit der Rassendiskriminierung Bekanntschaft. 1921 wurde sie, zusammen mit ihren beiden Schwestern und der Mutter, zurück nach Prag geschickt, ihr Vater, Vojtěch Preissig, kam 1930 nach.  a) 1925 heiratete Bernášková in Prag heimlich und entgegen den Willen ihres Vaters ihren Cousin Eduard Bernášek, der  am 21. September 1940 verhaftet und am 12. März 1944 in Buchenwald ermordet wurde.
Bereits 1939, als er anfing, sich im Widerstand zu engagieren und die erste Gruppe um Josef Škalda, welche die Zeitschrift V boj herausgab, mitgründete, half sie bei verschiedenen Aufgaben, darunter dem Vertrieb, mit. Nach der Verhaftung und Vernichtung der Redaktionsgruppe war es ihr Vater, Vojtěch Preissig, der zuerst für das Weitererscheinen der Zeitschrift verantwortlich zeichnete. Bald war es aber Irena Bernášková, welche die technische Infrastruktur (insbesondere den Druckbetrieb, der sich in ihrem Familienhaus befand), Vertriebsorganisation und vor allem die redaktionelle Arbeit auf sich nahm. Sie übernahm auch die Gewinnung neuer Mitarbeiter, was ihr in einigen Fällen gelang. Bernášková sorgte für die Herausgabe von weiteren 37 Ausgaben, von denen sie einige alleine veröffentlichte.
Am 21. September 1940 wurde sie zum ersten Mal durch die Gestapo zusammen mit mehr als 40 weiteren Personen verhaftet, im April 1941 dann mit einigen anderen Verhafteten aus der Gruppe zu weiteren Verhören nach Leipzig und im Mai 1941 nach Dresden überführt; ihre Schwester Yvona Preissigová, der nichts nachgewiesen werden konnte, wurde nach Prag zurückgebracht und dort freigelassen. Ab Juni wurden die Verhafteten in Bautzen festgehalten, bis sie am 13. Februar 1942 nach Berlin überführt wurden, wo vier von ihnen – Irena Bernášková, Antonín Mádlo, Arnošt Ročně-Polavský und Milada Marešová – vor dem Volksgerichtshof am 5. März 1942 des Hochverrats schuldig gesprochen wurden. Bernášková wurde am 26. August 1942 in Berlin-Plötzensee hingerichtet.
Irena Bernášková war die erste tschechische Frau, die im Protektorat Böhmen und Mähren zum Tode verurteilt und hingerichtet wurde.

## Auszeichnungen
- 1946 erhielt Bernášková das Tschechoslowakische Kriegskreuz 1939[4]
- 1998 wurde sie durch den Präsidenten der Tschechischen Republik  Václav Havel mit der Medaille für Heldentum ausgezeichnet[5]
- 2011 wurde in Prag eine Gedenktafel für sie und ihren Vater Vojtěch Preissig enthüllt[6]